# Reformierte Kirche Malix

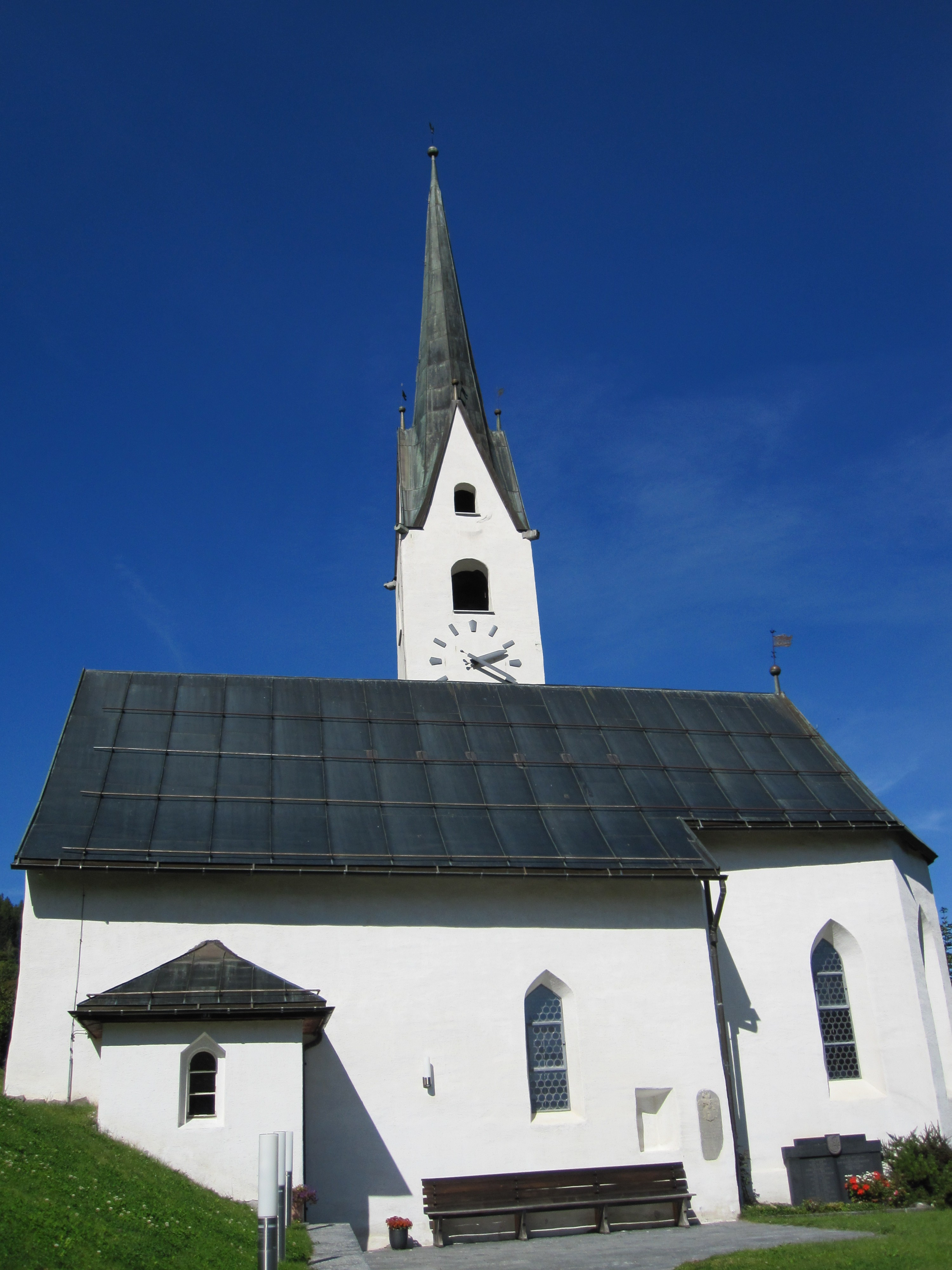
Reformierte Kirche Malix

Die reformierte Kirche in Malix im Kanton Graubünden ist ein denkmalgeschütztes evangelisch-reformiertes Gotteshaus am oberen Dorfrand.

## Geschichte und Ausstattung
Die Bausubstanz der Kirche weist auf eine mittelalterliche Gründung zurück, die unter dem Patrozinium des Gallus stand. Noch in vorreformatorischer Zeit 1496 wurde der Chor neu errichtet, das Kirchenschiff gewölbt, eine Sakristei angebaut und der nördlich anliegende, mit einem achteckigen Helm über Wimpergen versehene Kirchturm vergrössert. Im Kircheninneren findet sich ein spätmittelalterlicher Taufstein um 1400.
Die spätgotische Kirche wurde 1971 letztmals restauriert. Die Orgel wurde im Folgejahr eingebaut.

## Kirchliche Organisation
Malix gehört als eigenständige Kirchgemeinde zur evangelisch-reformierten Landeskirche Graubünden.

## Galerie

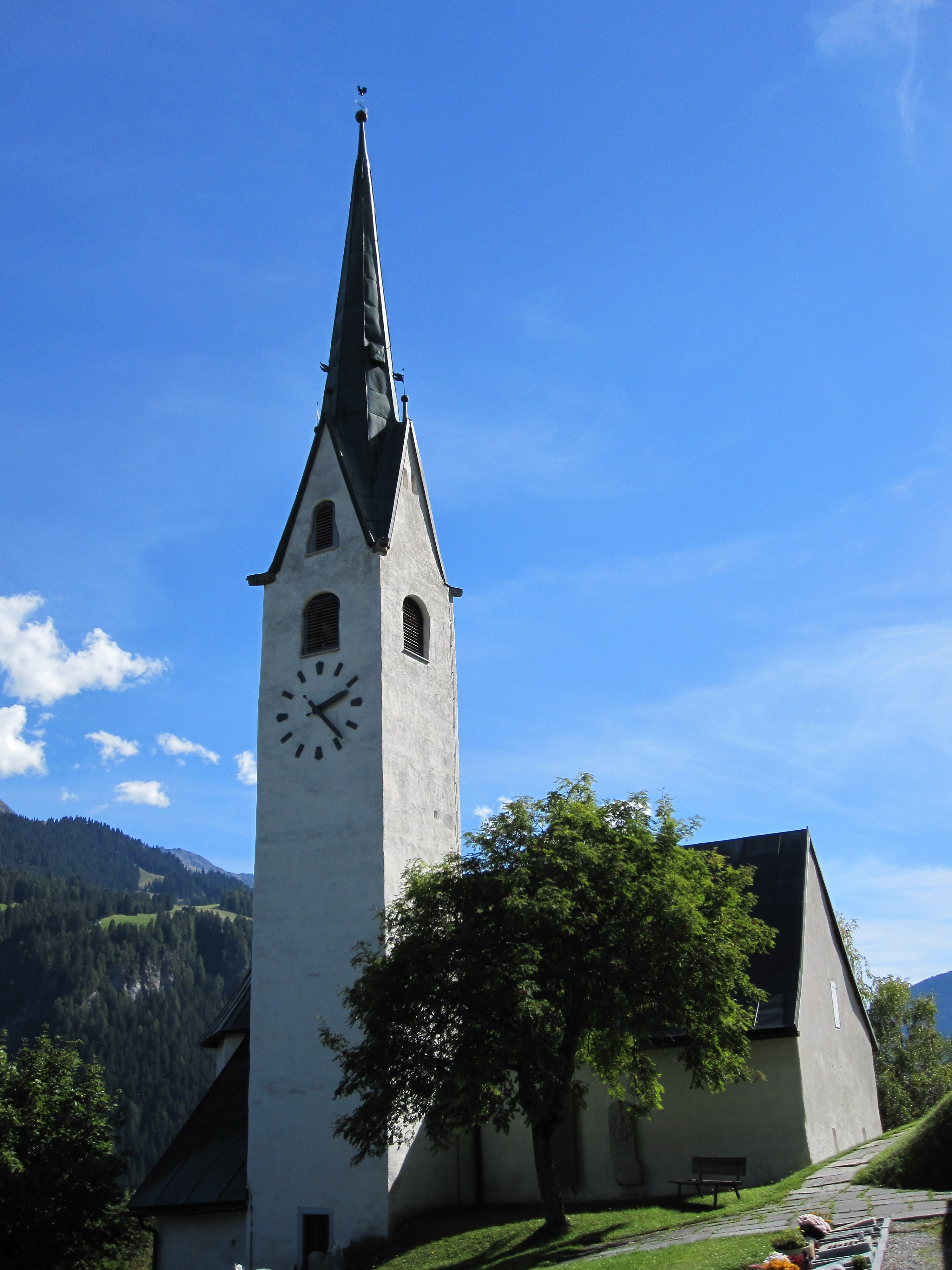
Aussenansicht
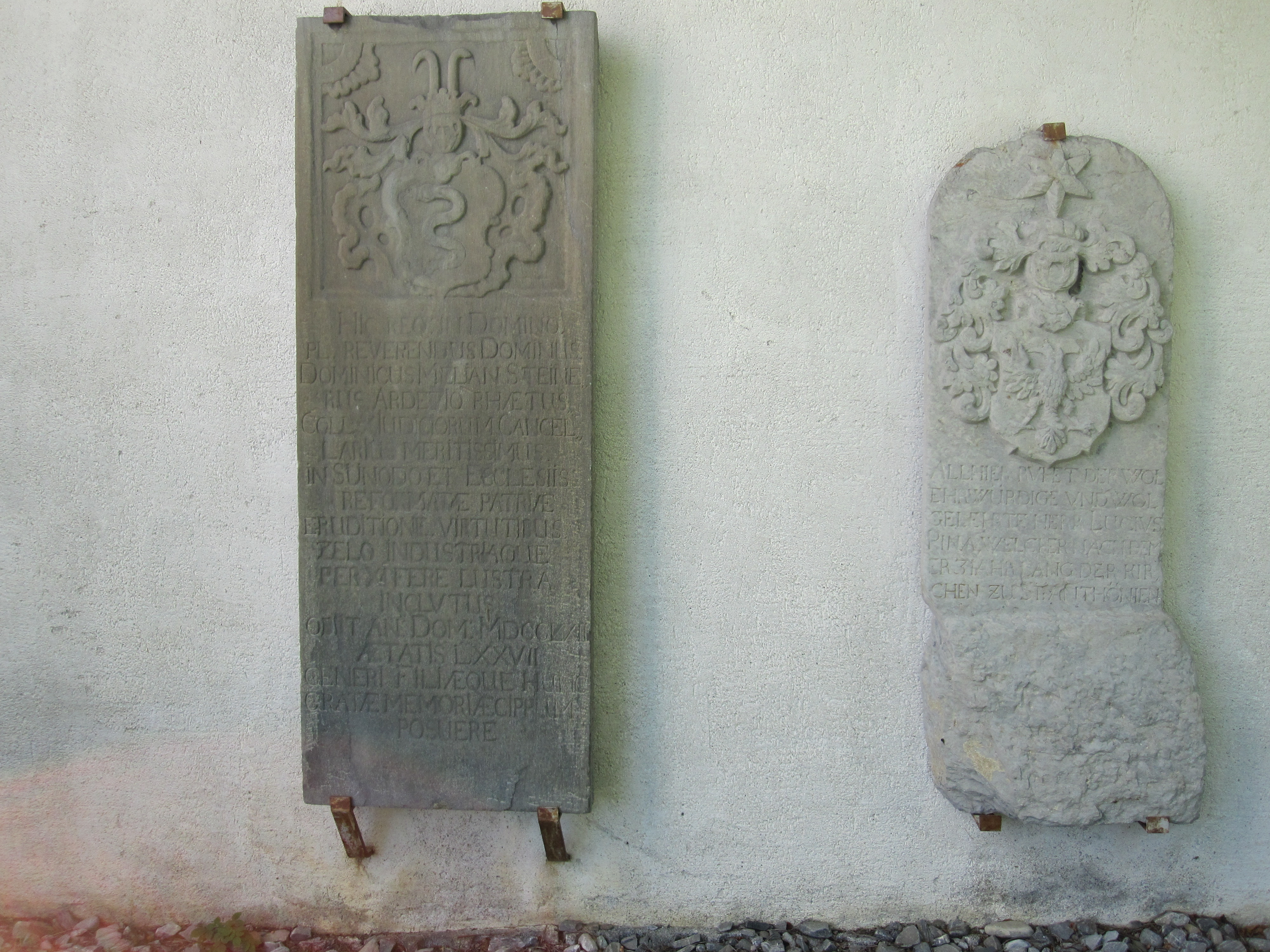
Epitaphe an der Kirchenmauer, links in lateinischer und rechts in deutscher Sprache
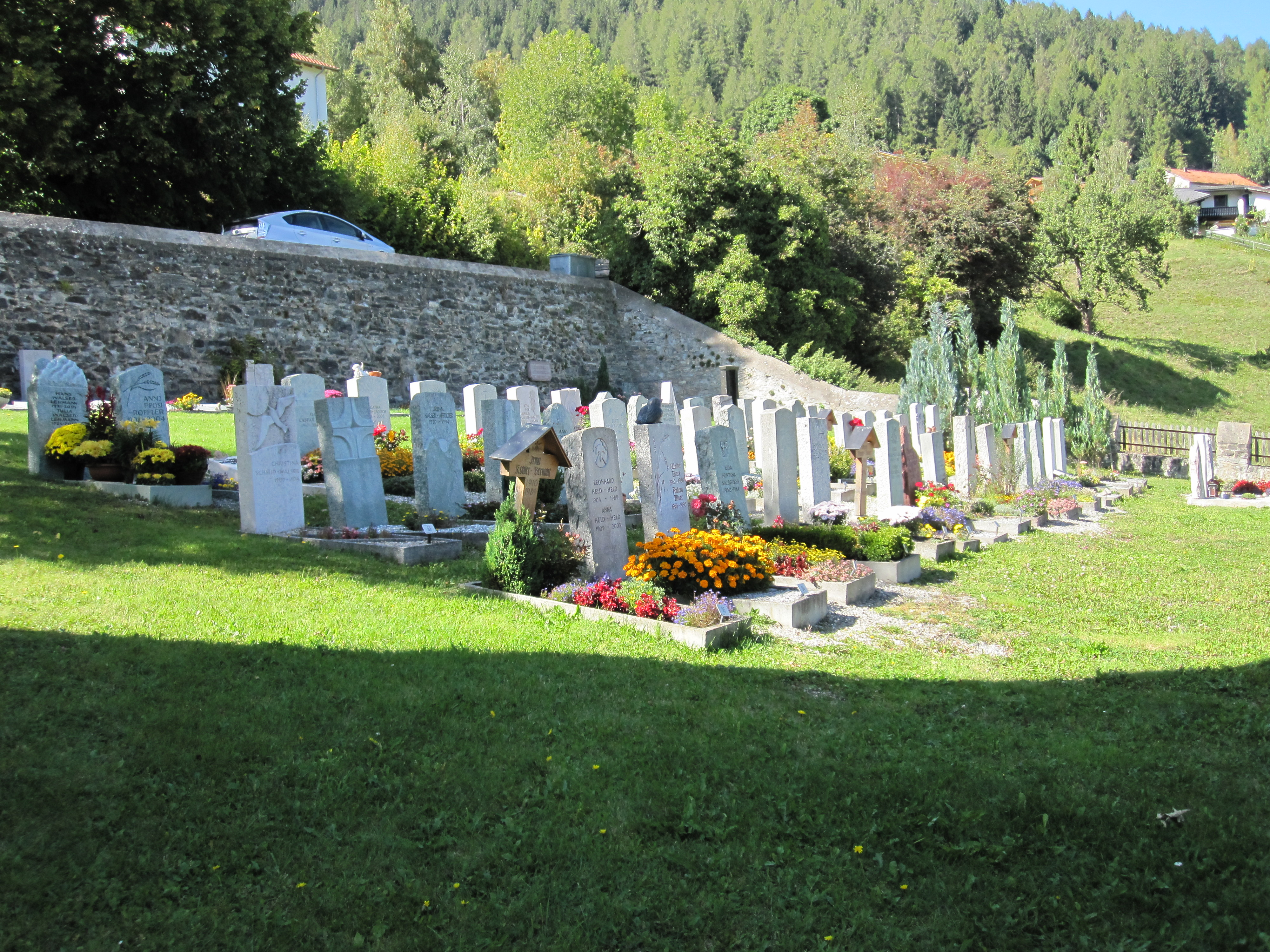
Friedhof